# شهرستان توتوا
شهرستان توتوا (به لاتین: Tutova County) یک منطقهٔ مسکونی در رومانی است که در مولدووا واقع شده‌است.

## خصوصیات
شهرستان توتوا ۱۴۴٬۲۶۷ نفر جمعیت دارد.